# Aérodrome de Bengassi
Ne doit pas être confondu avec Aéroport international de Benina.
L'aéroport de Bengassi est un aéroport desservant Manantali au Mali. Il est situé à 8 kilomètres au nord-ouest de la ville.